# Silbermond
ジルバーモント（ドイツ語: Silbermond、「銀の月」の意）はドイツのザクセン州バウツェン出身のポップ・ロックバンド。代表曲は「Symphonie」、「Das Beste」、「Irgendwas bleibt」など。

## バンド史

### 結成と前史
ジルバーモントのメンバーは、若手音楽プロジェクトであるTen Sing(de)で出会った。はじめ彼らは他に二人のメンバーを加えてExaktというバンドを結成した。二年間にわたって幾度ものジャムセッションを重ね、JASTというバンドを結成する決意に至った（このバンド名は、4人のメンバーの名前の頭文字を合わせたものであった）。
初期のレパートリーの中心はカバー曲で、オリジナルはいくつか英詞の曲のみであった。このバンド名で3つのコンテストに参加し、BEAT 2000では一位を獲得した。2001年6月のSoundcheckでは、ザクセンの学生バンドにおいて二位となった。同年8月には、Music Actの音楽振興賞を受賞した。

### 「ジルバーモント」としての始動

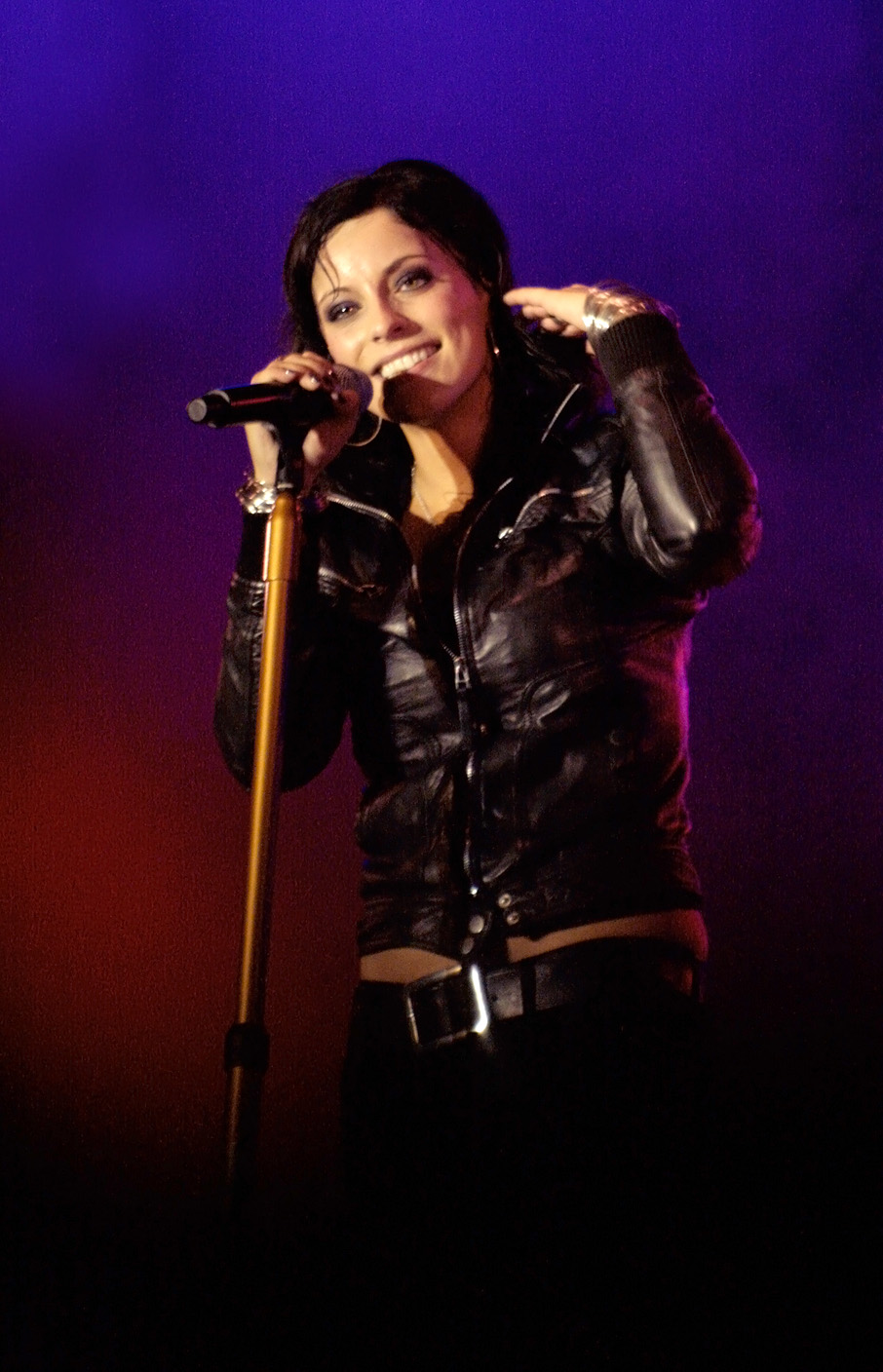
シュテファニー・クロス (Stefanie Kloß)

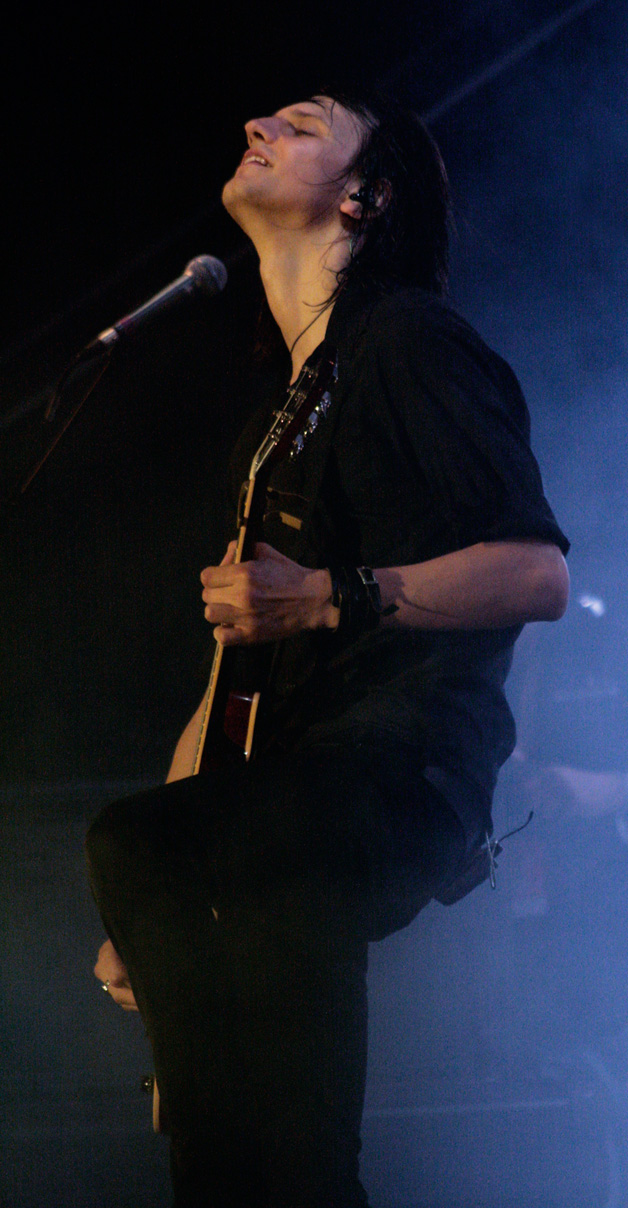
トーマス・シュトレ (Thomas Stolle)

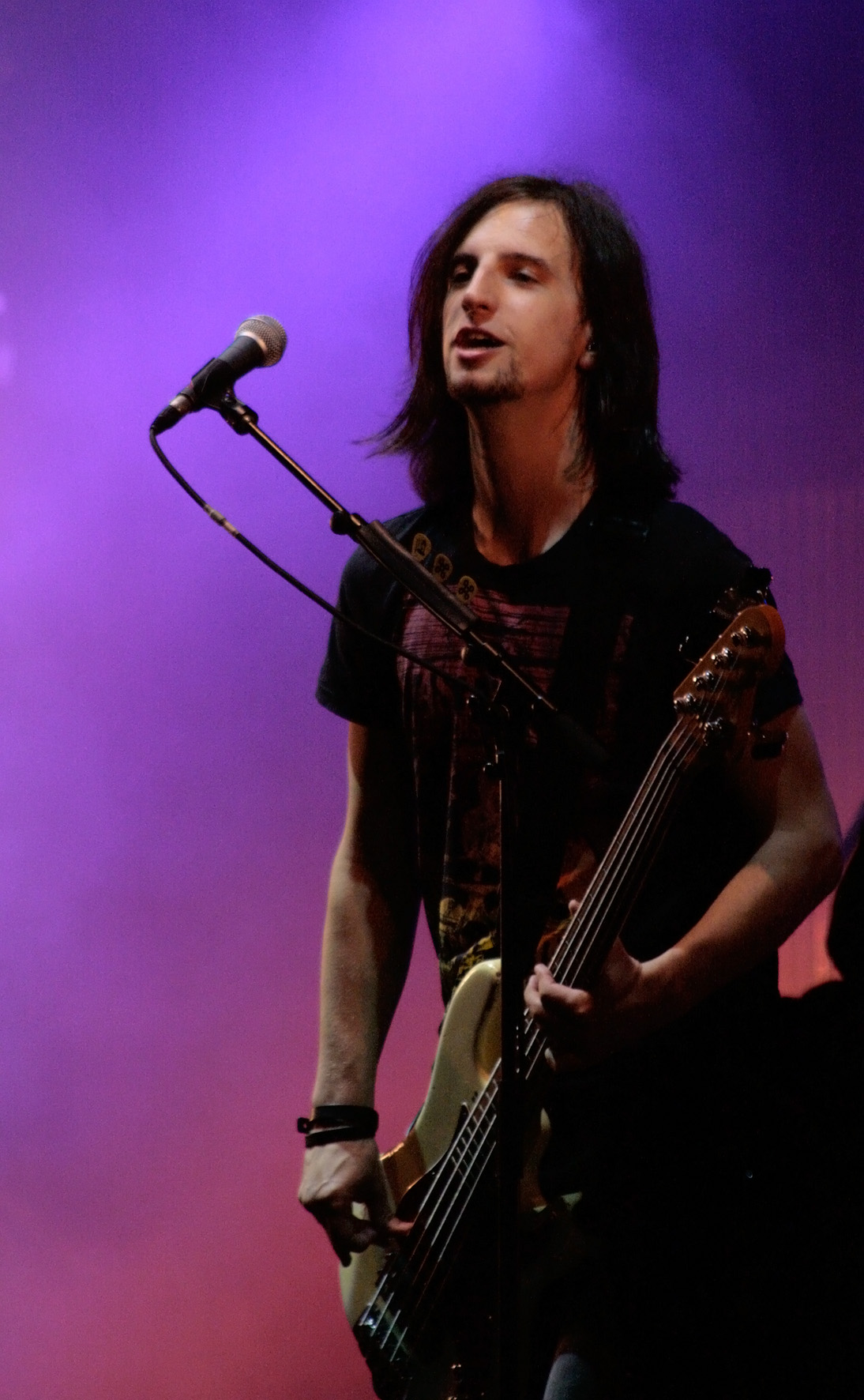
ヨハネス・シュトレ (Johannes Stolle)

英詞に嫌気が差してきた彼らは、歌唱言語を母語であるドイツ語へと変えていった。2001年の秋にははじめてドイツ語による曲を作り、つづく数カ月をかけて他の曲から継ぎながらこれを補完した。この曲は、2002年5月にカメンツ(de:Kamenz)のフートベルク(de:Hutberg)においてPuhdys(de)のオープニングアクトとして演奏された。この機会は、この若いバンドにとって今までで一番多くの観客の前での演奏であった。一ヶ月後、メンバーたちはRadio PSR(de)とともにSilbermondとしてはじめて、ツアーで2週間ザクセンを回った。「Silbermond」という名は、新しいバンド名を模索していて初めに出てきた案を皆が一発で気に入って決まったものである。続いて彼らは、アリーナ・ライプツィヒ(de)で2002年7月5日に行われたRadio PSR 10周年記念パーティーで一万人を超える観客の前に登場した。2003年には、Lucky Star新人賞で二位の座を得た。
さらなる飛躍のチャンスを狙って、メンバーたちはベルリンへ移った。この「引越し」には、テレビ局のSat.1(de)がドキュソープ番組「栄光への労多き道のり(Der harte Weg zur Ruhm)」として付き添った。ジルバーモントは2004年1月には、ヤネッテ・ビーダーマン(de:Jeanette Biedermann)のツアーにオープニングアクトとして随行した。3月にはデビューシングル「Mach’s Dir Selbst」を出した。ファーストアルバムの「Verschwende deine Zeit」を、ファリコン・プロダクションのインゴ・ポリッツ(de:Ingo Politz)とベルント・ヴェントラント(Bernd Wendlandt)と協働して仕上げた。彼らはBell, Book & Candle(de)やAngelzoom(de)を手がけたプロデューサーだった。このアルバムは、ドイツとオーストリアにおいてプラチナレコード賞をダブル受賞した。同時に、シングル「Symphonie」が2004年のドイツシングルチャートトップ10入りを果たし、ブンテ誌(de)の新人賞を贈られた。
2004年のおわりには全独ツアーを行った。2005年4月には初のコンサートDVDである「Verschwende deine Zeit - Live」を出し、音楽業界に地位を築いた。アルバム「Verschwende deine Zeit」からは何もシングルカットはされなかったが、そのかわりに3月に新曲「Zeit für Optimisten」をシングルで発表した。2005年7月2日には、ベルリンで行われたLive 8のコンサートに参加し、同日夕方にはミュンスターにて同地司教区の記念式典で野外ステージに登場した。

### セカンドアルバム
2006年4月21日、セカンドアルバム「Laut gedacht」を発表し、メディアの熱い反響をもって迎えられた。初のシングルカット「Unendlich」が同年3月31日に出された。5月の屋内ツアーの後、「Meer sein」を同年7月7日にシングルカットすることを発表した。
セカンドアルバムからの三つ目のシングルカット「Das Beste」が10月6日に発売され、ドイツシングルヒットチャートに初登場するやいなや第一位を獲得した。マキシシングル初回限定盤は「Das Beste」を4バージョン（シングル・バージョン、オルタナティブ・バージョン、ライブ・イン・カメンツ、インストゥルメンタル）及びビデオ・クリップを収録し、さらに、スコット・ロートン(de:Scott Lawton)指揮ドイツ映画管弦楽団バーベルスベルク(de:Deutschen Filmorchester Babelsberg)が演奏に加わったセカンドシングル「Symphonie」の新録バージョンも収めていた。この新録バージョンは、2005年10月6日にコメット賞選考ライブで演奏されたものである。2006年12月8日には、親交のあった中世ロック(de)バンドIn Extremo(de)のベストアルバムに、いくつかの他のバンドと共にカバー参加し、ジルバーモントは「Die Gier」を歌った。2007年3月30日、4番目の最新シングルカット「Das Ende vom Kreis」を出した。

### コラボレーションとサードアルバム
2008年、コラボレーションを世に出してさらなる成功を収めた。ウード・リンデンベルク(de:Udo Lindenberg)にフィーチャリングした「Der Deal」はリンデンベルクのファーストアルバム「Stark wie zwei」に収録され、ラッパーのCurse(de)にフィーチャリングした「Bis zum Schluss」はシングルチャート10位入りを果たした。その後には、「Symphonie」がキューバ風アレンジでカバーされた新バージョンがアルバム「Rhythms del Mundo – Cubano Alemán」に収められた。このアルバムは、ドイツの人気アーティストの楽曲をキューバ風にアレンジして集めたV.A.アルバムである。
ジルバーモントのサードアルバム「Nichts passiert」は2009年3月20日に発売されるや、ドイツのみならずオーストリア、スイスにおいても同時に週間売り上げランキング第一位に輝いた。アルバムに先行して発売されていたシングル「Irgendwas bleibt」もまた、すでに売り上げランキング第一位を獲得していた。このサードアルバムは、初出2週間で、ヨーロッパ全体で合計10万枚のセールスを記録した。

## メンバー
- Stefanie Kloß（シュテファニー・クロス） - ボーカル、1984年10月31日バウツェン生まれ
- Johannes Stolle（ヨハネス・シュトレ） - ベース、1982年6月23日バウツェン生まれ
- Thomas Stolle（トーマス・シュトレ） - ギター、ピアノ、1983年9月23日バウツェン生まれ
- Andreas Nowak（アンドレアス・ノヴァーク） - ドラム、1982年12月31日バウツェン生まれ

## スタイル
ジルバーモントは、自分たちをロックバンドだとしている。これまでの主要なバラード作品としては「Symphonie」「Unendlich」「Durch die Nacht」「Das Beste」などをシングルで出しているが、これらはジルバーモントのレパートリー全体からみればごく一部にすぎず、中心となっているのはアップテンポで楽器演奏をメインとする音楽スタイルである。
コンサートでは、非メイン曲でもハードでエンターテイメント要素が強いのが特徴である。

## アンガージュマン

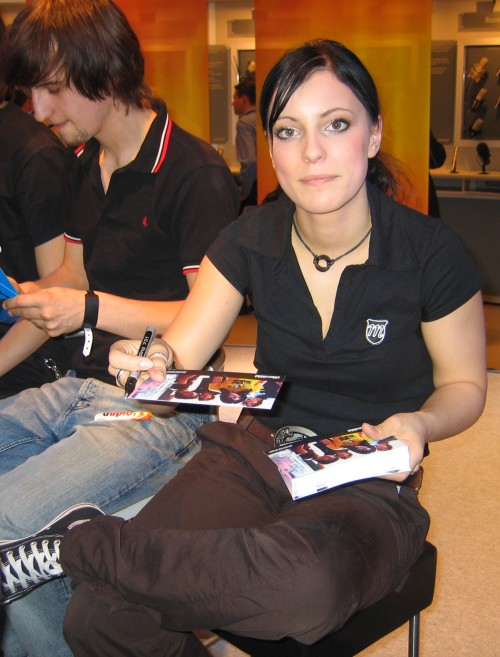
フランクフルト音楽メッセでのヨハネス・シュトレとシュテファニー・クロス

ジルバーモントは、ファンとの距離が近いことで知られる。ファン層の大部分を占める若い世代の、特にインターネット上における多種多様なファン活動を、バンド自身が積極的に応援している。自らのチャリティーコンサート開催に加えて、ファンによる慈善活動に対しても募金の呼び掛けを行っている。
加えて、自身の出身地における新生バンドを、オープニングアクトの場を提供するなどして支援している。
2007年8月21日、ジルバーモントは、ライネフェルデ(de:Leinefelde)で行われた財団法人音楽支援協会による新プロジェクトのワークショップへの参加を表明した。成功できたバンドは、次代の若いミュージシャン、特にまだ注目を集めいていないアーティストの実力を日々紹介すべきである。「有名になったバンドにとってはたかが一日の出来事かもしれなくても、若い人たちにとってはその出会いが人生の転換点に成り得る。彼らの偶像は舞台の上やテレビの中だけの存在ではなく、一度真正面に向き合って、リハーサルに付き合い、話をして知り合いになる存在であるのがよい。」と支援協会のユーディット・ブルンク(Judith Brunk)はチューリンガー・アルゲマイネ紙のインタヴューに答えている。
2008年にはツィッタウの新生バンド「Jenix」をイデーンサウンズプロジェクトの枠組みから支援し、次代の音楽の担い手が持続的に、息長く、音楽市場の商業慣行に縛り付けられないような活動を可能にするという目標を達成するイニシアティヴをとっている。

## ディスコグラフィー

### アルバム
| 発売年 | タイトル               | チャート順位 | チャート順位 | チャート順位 | 備考 |
| 発売年 | タイトル               | 独           | 墺           | 瑞           | 備考 |
| ------ | ---------------------- | ------------ | ------------ | ------------ | --- |
| 2004   | Verschwende deine Zeit | 2            | 4            | 18           | 発売日: 2004年6月12日 セールス<独>: + 500.000 (2 x プラチナ) セールス<墺>: + 30.000 (1 x ゴールド/1 x プラチナ) |
| 2006   | Laut gedacht           | 1            | 1            | 3            | 発売日: 2006年4月21日 セールス<独>: + 400.000 (2 x プラチナ) セールス<墺>: + 30.000 (1 x ゴールド/1 x プラチナ) |
| 2009   | Nichts passiert        | 1            | 1            | 1            | 発売日: 2009年3月20日 セールス<独>: + 400.000 (2 x プラチナ) セールス<墺>: +                                    |

### シングル
| 発売年 | タイトル（下段は収録アルバム名）                  | チャート順位 | チャート順位 | チャート順位 | 備考 |
| 発売年 | タイトル（下段は収録アルバム名）                  | 独           | 墺           | 瑞           | 備考 |
| ------ | ------------------------------------------------- | ------------ | ------------ | ------------ | --- |
| 2004   | Mach's dir selbst Verschwende deine Zeit          | 56           | −            | −            | 発売日: 2004年3月1日                                                                                    |
| 2004   | Durch die Nacht Verschwende deine Zeit            | 20           | 53           | −            | 発売日: 2004年6月1日                                                                                    |
| 2004   | Symphonie Verschwende deine Zeit                  | 5            | 4            | 56           | 発売日: 2004年9月27日 セールス: + 150.000 独: 1 x ゴールド                                              |
| 2005   | Zeit für Optimisten Verschwende deine Zeit – Live | 18           | 30           | 42           | 発売日: 2005年3月21日                                                                                   |
| 2006   | Unendlich Laut gedacht                            | 10           | 14           | 23           | 発売日: 2006年3月31日                                                                                   |
| 2006   | Meer sein Laut gedacht                            | 32           | 36           | 69           | 発売日: 2006年7月7日                                                                                    |
| 2006   | Das Beste Laut gedacht                            | 1            | 1            | 3            | 発売日: 2006年10月10日 セールス: + 780.000 独: 4 x ゴールド/1 x プラチナ; 墺: 1 x ゴールド/1 x プラチナ |
| 2007   | Das Ende vom Kreis Laut gedacht                   | 27           | −            | −            | 発売日: 2007年3月30日                                                                                   |
| 2008   | Bis zum Schluss (Curse mit Silbermond) Freiheit   | 7            | 21           | 49           | 発売日: 2008年11月21日                                                                                  |
| 2009   | Irgendwas bleibt Nichts passiert                  | 1            | 2            | 1            | 発売日: 2009年9月20日 セールス: + 300.000 独: 1 x プラチナ                                              |
| 2009   | Ich bereue nichts Nichts passiert                 | 20           | 30           | 79           | 発売日: 2009年6月12日                                                                                   |
| 2009   | Krieger des Lichts Nichts passiert                | 8            | 20           | 63           | 発売日: 2009年10月16日                                                                                  |

### DVD
| 発売年 | タイトル                    | 備考                              |
| ------ | --------------------------- | --------------------------------- |
| 2005   | Verschwende deine Zeit LIVE | 発売日: 18. April 2005 セールス:+ |
| 2006   | Live in Kamenz              | 発売日: 21. April 2006 セールス:+ |
| 2007   | Laut Gedacht LIVE           | 発売日: 20. April 2007 セールス:+ |

### フィーチャリング
| 年   | タイトル | 収録音源                          |
| ---- | --- | --------------------------------- |
| 2005 | Alles wird besser, Vollmond, SOS Silly feat. Stefanie Kloß und Thomas Stolle                                               | Silly & Gäste - Tempodrom-Konzert |
| 2005 | Ja Stefanie Kloß | Selma – in Sehnsucht eingehüllt   |
| 2006 | Der Moment u. a. Christina Stürmer feat. Stefanie Kloß                                                                     | (ラジオによる放送のみ)            |
| 2007 | Sing dein Leben Elke Brauweiler (Paula), Marta Jandová (Die Happy), Suzie Kerstgens (Klee) & Valentine feat. Stefanie Kloß | Mädchen checken das (DVD)         |
| 2008 | Der Deal Udo Lindenberg feat. Silbermond                                                                                   | Udo Lindenberg – Stark Wie Zwei   |
| 2008 | Symphonie Rhythms del Mundo feat. Silbermond                                                                               | Rhythms del Mundo – Cubano Alemán |
| 2008 | Bis zum Schluss Curse mit Silbermond                                                                                       | Curse – Freiheit                  |

### カバー
- 2006年9月29日、CDアルバム「Come Together – A Tribute to Bravo」が、ブラボー誌創刊50年を記念して発売された。この中でジルバーモントは「Ideal」の「Blauen Augen」をカバーした。
- In Extremoのアルバム「Kein Blick zurück」特別盤（2006年12月8日発売）において、いくつかのアーティストがそれぞれIn Extremoの異なる曲をカバーした。ジルバーモントは「Die Gier」で参加した。
- ＜カルテンハウス＞のライブ録りがイデーンサウンズプロジェクトのコンセプトによる初めてのコレクションに収録された。（2008年12月5日発売）

### 他のアーティストによるカバー
2008年、サラ・ブライトマンが「Symphonie」を英詞でカバー演奏した。彼女はその演奏を収録したアルバムタイトルを、オリジナルの曲名にちなんで「Symphony」とした。このアルバムはヨーロッパ及びアメリカのチャートでも健闘した。

## 受賞歴
- MTV Europe Music Awards
  - 2009: Best German Act

- エコー賞
  - 2005: Newcomer des Jahres national
  - 2007: Hit des Jahres (Das Beste)
  - 2007: Bester Live-Act

- コメット賞
  - 2005: Bester Live Act
  - 2007: Bester Song (Das Beste)
  - 2007: Bester Live Act
  - 2007: Erfolgreichster Download Song (Das Beste)

- de:Eins Live Krone
  - 2004: National Act
  - 2005: Beste Band

- de:Fred-Jay-Preis
  - 2006

- de:Bravo Otto
  - 2005: Superband

- de:New Faces Award
  - 2004: Platz 1

- de:Osgar
  - 2007: Kategorie Musik

- ベルリン熊賞
  - 2005: Pop

- バンビ賞
  - 2009: Pop National

- ダブル・プラチナレコード賞
  - Deutschland: für das Album Verschwende deine Zeit [11]

- プラチナレコード賞
  - Deutschland: für die Alben Laut gedacht (+1 Gold) und Nichts passiert; für die Singles Das Beste und Irgendwas bleibt [11]
  - Österreich: für die Alben Verschwende deine Zeit, Laut gedacht und Nichts passiert; für die Single Das Beste [12]

- ゴールドレコード賞
  - Deutschland: für die Singles Symphonie und Irgendwas bleibt [11]
  - Österreich: für die Single Irgendwas bleibt [12]

- ドイツ音楽作家賞
  - 2010 最も成功した作品賞[13]